# Angelo Tchen
Angelo Tchen (ur. 8 marca 1982) – piłkarz z Tahiti grający na pozycji lewego obrońcy. Jest wychowankiem klubu AS Tefana.

## Kariera klubowa
Karierę piłkarską Tchen rozpoczął w klubie AS Tefana. W 2000 roku zadebiutował w nim w pierwszej lidze Tahiti. Wraz z Tefaną wywalczył trzy tytuły mistrza Tahiti w latach 2005, 2010 i 2011. Zdobył też cztery Puchary Tahiti w latach 2007, 2008, 2010 i 2011.

## Kariera reprezentacyjna
W reprezentacji Tahiti Tchen zadebiutował w 2001 roku. W 2012 roku wystąpił z Tahiti w Pucharze Narodów Oceanii. Tahiti ten turniej wygrało po raz pierwszy w historii.